# ليون دومون
ليون دومون (بالفرنسية: Léon Dumont)‏ هو عالم نفس وفيلسوف فرنسي، ولد في 5 فبراير 1837 في فالنسيان في فرنسا، وتوفي بنفس المكان في 7 يناير 1877.